# My War
My War es el segundo álbum de larga duración de la banda de hardcore punk estadounidense Black Flag. Fue lanzado en 1984 por la discográfica SST Records.
El guitarrista, fundador y primer compositor de Black Flag Greg Ginn toca el bajo eléctrico bajo el seudónimo «Dale Nixon».
My War fue publicado después de un largo período en el que la banda no pudo publicar ningún álbum debido a la disputa legal con la discográfica Unicorn Records.
Las primeras seis canciones —que componen el lado A del álbum— son similares al material del álbum Damaged de 1981, pero las otras tres —que componen el lado B— demostraron que Black Flag se alejaba del sonido que la banda mostraba en los principios, con un material más rápido y pesado. Todas las canciones del lado B fueron tocadas con la mitad del tiempo rítmico que la banda mostró en los materiales anteriores. Cada canción dura más de seis minutos y muestra un estilo más doom, sonido siniestro forjado por Black Sabbath. My War generalmente es citado como uno de los discos más influyentes de los géneros sludge metal y grunge. Dos de las canciones del álbum fueron escritas por Chuck Dukowski ( My War y I Love You ), a pesar de que ya no era miembro de la banda y no participó en el álbum.
La canción My War apareció en la emisora de radio ficticia Channel x en el videojuego GTA V

## Lista de canciones
Lado A
1. My War (Dukowski) – 3:46
2. Can't Decide (Ginn) – 5:22
3. Beat My Head Against the Wall (Ginn) – 2:34
4. I Love You (Dukowski) – 3:27
5. Forever Time (Ginn/Rollins) – 2:30
6. The Swinging Man (Ginn/Rollins) – 3:04

Lado B
1. Nothing Left Inside (Ginn/Rollins) – 6:44
2. Three Nights (Ginn/Rollins) – 6:03
3. Scream (Ginn) – 6:52

## Créditos
- Henry Rollins - voz
- Greg Ginn - guitarra, bajo (como «Dale Nixon») y producción
- Bill Stevenson - batería y producción
- Spot - producción, ingeniería
- Raymond Pettibon - arte